# Anton Unterkofler
Anton Unterkofler (Schwarzach im Pongau, 12 aprile 1983) è un ex snowboarder austriaco.

## Palmarès

### Coppa del Mondo
- Miglior piazzamento nella Coppa del Mondo di parallelo: 11º nel 2008
- Miglior piazzamento nella Coppa del Mondo di slalom parallelo: 15º nel 2015
- Miglior piazzamento nella Coppa del Mondo di slalom gigante parallelo: 5º nel 2014
- 3 podi:
  - 1 vittoria
  - 1 secondo posto
  - 1 terzo posto

#### Coppa del Mondo - vittorie
| Data             | Località        | Paese  | Specialità |
| ---------------- | --------------- | ------ | ---------- |
| 13 dicembre 2013 | Carezza al Lago | Italia | PGS        |

Legenda:

PGS = Slalom gigante parallelo